# Штоклаза, Мартин
Ма́ртин Штокла́за (нем. Martin Stocklasa; род. 29 мая 1979[…], Грабс, Санкт-Галлен) — лихтенштейнский футболист, защитник, ныне футбольный тренер. Ранее работал в молодёжных и юношеских командах Лихтенштейна.
В прошлом выступал за «Вадуц», «Цюрих», «Кринс», дрезденское «Динамо», «Рид», «Санкт-Галлен» и «Бальцерс».

## Карьера

### Клубная карьера
Мартин Штоклаза — воспитанник клуба «Вадуц». Летом 1999 года перешёл в швейцарский клуб «Цюрих». Спустя три года, летом 2002 года вернулся в «Вадуц», в котором провёл четыре сезона, после чего перешёл в дрезденское «Динамо». В 2008 году Штоклаза перешёл в австрийский «Рид». После ухода из клуба, в 2011 году перешёл в швейцарский «Санкт-Галлен», выступающий в швейцарской Челлендж-лиге. По окончании сезона 2013/2014 объявил о завершении карьеры.

### Карьера в сборной
В национальной сборной дебютировал в 1996 году в матче против сборной Ирландии. 17 апреля 2002 года в Эсперанже в товарищеском матче с Люксембургом Штоклаза поразил ворота люксембургского вратаря Стефана Жилле трижды. Матч завершился со счётом 3:3, а этот хет-трик до сих пор является единственным в истории сборной Лихтенштейна. За сборную провёл 113 матчей.

## Тренерская карьера
6 февраля 2019 года Штоклаза был назначен главным тренером молодёжной сборной Лихтенштейна до 21 года, при нём сборная одержала первую победу в истории — над Азербайджаном со счётом 1:0 6 июня 2019 года.
После ухода Хельги Колдвиссона был назначен главным тренером основной сборной страны.
1 марта 2023 года был назначен главным тренером лихтенштейнского клуба «Вадуц», с которым он подписал контракт до лета 2024 года. 12 февраля 2024 года в связи с серией неудачных результатов был отправлен в отставку с поста главного тренера.

## Достижения
Вадуц
- Кубок Лихтенштейна: 1998, 1999, 2003, 2004, 2005, 2006

Цюрих
- Кубок Швейцарии: 2000

Рид
- Кубок Австрии: 2011

Санкт-Галлен
- Челлендж-лига: 2012